# 어둠의 딸들 (1971년 영화)
《어둠의 딸들》(프랑스어: Les Lèvres rouges, 영어: Daughters of Darkness)은 벨기에, 서독, 프랑스, 이탈리아에서 제작된 하리 퀴멀 감독의 1971년 에로 공포 영화이다. 델핀 세리그, 존 칼런 등이 출연하였고, 앙리 랑주 등이 제작에 참여하였다.

## 출연
- 델핀 세리그
- 존 칼런
- 파울 에서
- 조르주 자맹
- 폰스 라데마커르스

## 기타 제작진
- 협력 제작: 피에르 드루오